# Púrpura de Schönlein-Henoch
La vasculitis per IgA o púrpura de Schönlein-Henoch (PSH, també coneguda per púrpura anafilactoide, púrpura reumàtica, i púrpura de Henoch-Schönlein) és una malaltia que afecta a la pell i altres òrgans i que sobretot es diagnostica en nens, principalment de sexe masculí. A la pell, causa una púrpura (petites hemorràgies) palpable, de predomini a extremitats inferiors, natges, colzes i genolls però que pot arribar a ocupar gran part de la superfície corporal, sovint amb dolor a les articulacions i dolor abdominal. A vegades, aquest dolor és molt intens i recurrent. En certs casos la malaltia cursa amb l'aparició de grans flictenes cutànies plenes de sang, sense que aquest fet comporti generalment manifestacions associades sistèmiques significatives. Dos terços dels malalts pediàtrics presenten simptomatologia gastrointestinal que sol iniciarse-se abans que les lesions cutànies, com ara hematoquèzia, isquèmia del budell prim o intussuscepció. Amb molta menys freqüència, es produeix un quadre d'abdomen agut per disminució sobtada del flux sanguini arterial del jejúnum, un infart intestinal amb perforació subsegüent de la víscera lesions edematoses al penis i l'escrot o una vasculitis cerebral. Ha estat descrit algun singular cas de miocarditis amb trombosi intracardíaca causada per aquesta vasculitis. Inusualment, la malaltia afecta la cara dels adolescents. Si la PSH provoca danys als ronyons hi pot haver una pèrdua de petites quantitats de sang i proteïnes a l'orina, però això habitualment passa desapercebut. En una petita proporció de casos, la major part d'ells amb manifestacions gastrointestinals concomitants d'importància, el desenvolupament d'una nefritis origina una malaltia renal aguda que es pot convertir en crònica. La pràctica d'una biòpsia de ronyó durant la fase inicial de la malaltia ajuda a determinar la gravetat i el pronòstic a llarg termini del perjudici renal. La PSH és freqüentment precedida per una infecció, com ha ocorregut en casos infantils de pneumònia bacteriana, de tuberculosi, de salmonel·losi o de COVID-19; però no sempre el procés infecciós té especial gravetat i pot ser -per exemple- una faringitis crònica, una mononucleosi infecciosa o una febre glandular. Un dels bacteris involucrats etiològicament en l'aparició de la malaltia és Streptococcus pyogenes. De manera quasi excepcional han estat descrits com a factors desencadenants de la PSH, la reacció adversa al diclofenac, al losartan (un antagonista dels receptors d'angiotensina II), la vacunació contra el SARS-CoV-2, la vacuna contra la grip o la picada d'un insecte. Rarament i sobretot en adults, provoca una síndrome de Guillain-Barré, una hemorràgia del tracte gastrointestinal superior o lesions pulmonars que poden arribar a ser fatals. De manera puntual, aquesta vasculitis ha aparegut en persones grans associada a infeccions per rotavirus o citomegalovirus. Durant l'edat pediàtrica la manifestació més comuna de les conseqüències del considerable dany pulmonar causat per la PSH és l'hemorràgia alveolar difusa, la qual pot fer necessari l'ús d'assistència respiratòria mecànica i ciclofosfamida. L'afectació del sistema nerviós perifèric o central per aquest tipus de vasculitis es veu poques vegades, però acostuma a tenir una rellevància clínica important. Les hemorràgies intracerebrals en adults derivades de la PSH són poc comunes i, per regla general, el seu origen és una hipertensió secundària al deteriorament renal provocat per aquesta malaltia. De vegades, els pacients greus amb encefalopatia responen favorablement a l'administració de metilprednisolona i citostàtics, sent una minoria d'ells tributaris de plasmafèresi. S'han descrit alguns infreqüents casos de nens que presenten una encefalopatia sindròmica causada per la PSH amb localització hemisfèrica cerebral posterior, en els quals aquesta seriosa complicació pot ser ràpidament reversible si es diagnostica de manera precoç.
La PSH és una vasculitis i es caracteritza pel dipòsit de complexos immunitaris que contenen l'anticòs IgA en vasos de petit calibre. La causa exacta d'aquest fenomen és ara per ara desconeguda, si bé es creu que diversos canvis epigenètics en determinats enzims podrien estar implicats en la seva patogènesi. Per regla general, la PSH es resol en unes setmanes i no requereix tractament a part de controlar els símptomes. El seu ventall de manifestacions atípiques és molt ampli. Els AINEs, com l'ibuprofèn, són útils per alleujar el dolor i en alguns casos greus s'administren corticoides orals o endovenosos quan el malalt requereix ingrés hospitalari. Algunes vegades, el tractament contra la infecció per Helicobacter pylori ha produït en aquest tipus de púrpura una disminució simptomatològica ràpida i significativa. La colchicina és una bona alternativa terapèutica en les PSHs infantils amb manifestacions cutànies de llarga durada que no responen a altres fàrmacs. Es pot presentar una recaiguda en un terç de les PSHs adultes; que fa necessari l'ús d'una combinació de fàrmacs immunosupressors o d'immunoglobulina endovenosa i que cursa amb insuficiència renal aguda irreversible en aproximadament un de cada cent pacients.
Alguna vegada, com a complicació de la PSH adulta es desenvolupa una extensa necrosi del tub digestiu tributària de la resecció quirúrgica d'àmplies porcions del budell prim i del còlon. En escasses ocasions, la malaltia es presenta associada a una endocarditis recurrent, a un carcinoma de cèl·lules petites pulmonar, a una fibrosi quística, a un adenocarcinoma de pulmó, a una leucèmia limfocítica crònica i ANCA anti-proteïnasa 3 en sang perifèrica, a una cirrosi hepàtica, a una pancreatitis aguda, a un neuroblastoma, o a tirotoxicosi. Eventualment, és la primera manifestació d'un lupus eritematós sistèmic d'inici juvenil.
Té una incidència entre la població pediàtrica que oscil·la entre 0,02-0,1 i 13,5 casos/100.000 individus i entre la d'edat adulta de 0,03-0,35 casos/100.000 individus. El seu patró d'aparició és estacional, predominantment a la primavera i a l'hivern i menys a l'estiu.